# Il sale della terra (film 2014)
(Sebastião Salgado definisce la fotografia facendo riferimento all'etimologia della parola stessa.)
Il sale della Terra (The Salt of the Earth) è un film documentario del 2014 diretto da Wim Wenders e Juliano Ribeiro Salgado.
Il film, che ritrae le opere e la vita del grande fotografo brasiliano Sebastião Salgado, è stato presentato in concorso al Festival internazionale del cinema di San Sebastián 2014 e al Festival internazionale del film di Roma 2014.

## Trama
Sebastião Salgado, dopo essersi laureato in economia, nel 1969 lascia il Brasile del regime militare e si trasferisce con la moglie in Europa dove inizia a lavorare per l'Organizzazione internazionale del caffè. Per lavoro viaggia molto e, grazie alla moglie, comincia a sviluppare un interesse nei confronti della fotografia, al punto che nel 1973 abbandona una promettente carriera come economista per dedicarsi totalmente alla fotografia. I primi reportage di rilievo internazionale riguardano l'Africa.
Nel documentario vengono approfonditi in particolare i suoi progetti, poi pubblicati su libri, sull'America Latina (The Other Americas), sulle drammatiche condizioni dei popoli africani (Sahel: The End of the Road), sulle condizioni dei lavoratori in giro per il mondo (Workers), sulle grandi migrazioni umane (Migrations) ed infine sugli angoli del pianeta non ancora contaminati dalla modernità (Genesis). Salgado racconta anche del progetto che porta avanti assieme alla moglie di riforestazione della Mata Atlantica.

## Distribuzione

### Data di uscita
- Francia: 20 maggio 2014 (Festival di Cannes)
- Italia: 15 giugno 2014 (Biografilm Festival)
- Francia: 1º luglio 2014 (La Rochelle International Film Festival)
- Stati Uniti d'America: 29 agosto 2014 (Telluride Film Festival)
- Spagna: 23 settembre 2014 (Festival di San Sebastian)
- Brasile: 24 settembre 2014 (Rio de Janeiro International Film Festival)
- Norvegia: 25 settembre 2014 (Bergen International Film Festival)
- Svizzera: 3 ottobre 2014 (Zurich Film Festival)
- Corea del Sud: 5 ottobre 2014 (Busan International Film Festival)
- Stati Uniti d'America: 10 ottobre 2014 (Hamptons International Film Festival)
- Francia: 15 ottobre 2014
- Belgio: 16 ottobre 2014 (Gent International Film Festival)
- Canada: 18 ottobre 2014 (Festival du Nouveau Cinéma de Montréal)
- Italia: 19 ottobre 2014 (Festival internazionale del film di Roma)
- Messico: 21 ottobre 2014 (Morelia International Film Festival)
- Italia: 23 ottobre 2014
- Emirati Arabi Uniti: 24 ottobre 2014 (Abu Dhabi Film Festival)
- Australia: 25 ottobre 2014 (Canberra International Film Festival)
- Germania: 30 ottobre 2014
- Stati Uniti d'America: 30 ottobre 2014 (Savannah Film and Video Festival)
- Austria: 31 ottobre 2014
- Spagna: 31 ottobre 2014
- Svezia: 6 novembre 2014 (Festival del cinema di Stoccolma)
- Stati Uniti d'America: 9 novembre 2014 (AFI Fest)
- Slovenia: 12 novembre 2014 (Ljubljana International Film Festival)
- Taiwan: 14 novembre 2014 (Taipei Golden Horse Film Festival)
- Belgio: 19 novembre 2014
- Paesi Bassi: 4 dicembre 2014
- Portogallo: 4 dicembre 2014
- Russia: 12 marzo 2015
- Regno Unito: 24 aprile 2015

## Premi e riconoscimenti
Il 3 dicembre 2014 il film venne inserito nella shortlist dei film candidati all'Oscar per il miglior documentario, venendo poi ufficialmente candidato il 16 gennaio 2015. La colonna sonora del film, invece, firmata da Laurent Petitgand, venne selezionata e inserita nella longlist delle 114 colonne sonore candidate agli Oscar per la miglior colonna sonora; in quest'ultima categoria, il film non riuscì però ad arrivare alle fasi finali.
- 2015 - Premio Oscar
  - Nomination Miglior documentario a Wim Wenders, Juliano Ribeiro Salgado e David Rosier
- 2015 - Independent Spirit Awards
  - Nomination Miglior documentario a Wim Wenders, Juliano Ribeiro Salgado e David Rosier
- 2015 - Premio César
  - Miglior documentario a Wim Wenders, Juliano Ribeiro Salgado e David Rosier
- 2015 - Premio Goya
  - Nomination Miglior film europeo
- 2015 - David di Donatello
  - Nomination Miglior film straniero a Wim Wenders e Juliano Ribeiro Salgado
- 2014 - Festival di Cannes
  - Premio della Giuria Ecumenica - Menzione Speciale (ex aequo con Hermosa juventud di Jaime Rosales) a Wim Wenders e Juliano Ribeiro Salgado
  - Un Certain Regard - Menzione Speciale[3] a Wim Wenders e Juliano Ribeiro Salgado
  - Nomination Un Certain Regard a Wim Wenders e Juliano Ribeiro Salgado
- 2014 - Festival Internazionale del Cinema di San Sebastián
  - Premio del pubblico a Wim Wenders e Juliano Ribeiro Salgado
- 2015 - Palm Springs International Film Festival
  - 2º posto: Premio del pubblico al miglior documentario a Juliano Ribeiro Salgado e Wim Wenders
- 2015 - SXSW Film Festival
  - Nomination Premio del pubblico a Juliano Ribeiro Salgado e Wim Wenders
- 2014 - Abu Dhabi Film Festival
  - Premio del pubblico a Juliano Ribeiro Salgado e Wim Wenders
- 2014 - Munich Film Festival
  - Premio del pubblico a Wim Wenders e Juliano Ribeiro Salgado
- 2014 - Oslo Films from the South Festival
  - Nomination Miglior documentario a Juliano Ribeiro Salgado e Wim Wenders
- 2014 - International Documentary Association
  - Nomination Miglior film
- 2014 - Online Film Critics Society
  - Nomination Miglior distribuzione non-statunitense (fuori concorso)